# Gypona obrienorum
Gypona obrienorum är en insektsart som beskrevs av Delong 1980. Gypona obrienorum ingår i släktet Gypona och familjen dvärgstritar. Inga underarter finns listade i Catalogue of Life.